# Canal Olímpico de Cataluña
El Canal Olímpico de Cataluña (en catalán, Canal Olímpic de Catalunya) es un canal artificial que sirve para practicar el piragüismo, ya sea de manera lúdica o competitiva. Está ubicado en el municipio catalán de Castelldefels, a unos 20 km del centro de Barcelona. 
Cuenta con la pista del canal, que sirve para practicar y aprender el piragüismo, el remo, el esquí náutico, cable esquí o el windsurfing. También se pueden alquilar botes para pasearse tranquilo por sus aguas. En sus inmediaciones se encuentra un campo de golf de 9 hoyos. Entre sus instalaciones cuenta también con un equipado gimnasio de fitness y una piscina de verano.

## Historia

Logotipo del Equacat

Fue inaugurado en 1992 con motivo de la celebración de las competiciones de piragüismo en aguas tranquilas de los XXV Juegos Olímpicos y bautizado con el nombre de Canal Olímpic de Castelldefels. 
El proyecto general fue hecho bajo diseño del ingeniero Josep Masó (canal), los arquitectos Joan Riera y Javi M. Gutiérrez (edificios auxiliares) y la pintora Mariella Zoppi (urbanización del entorno).

## Características
El canal está construido sobre unas antiguas marismas del delta del río Llobregat rodeadas de pinos mediterráneos.
El canal artificial tiene unas dimensiones de 1200 m de longitud, 120 m de ancho y 3,5 m de profundidad. Tiene intercambio de aguas con las capas freáticas a través de su fondo permeable. Los límites laterales del canal están formados por piedra natural y las zonas de embarque y desembarque están hechas de losetas de hormigón.
En los alrededores del canal se encuentran dos edificaciones: en la línea de llegada se encuentra la Torre de Control y las gradas. En la línea de salida se encuentra el edificio de los hangares.
La Torre de Control es un edificio acristalado de forma elíptica con 6 plantas y 22,5 m de altura. En esta torre se encuentran las oficinas administrativas del canal olímpico, un mirador y un bar. Adyacentes se encuentran las graderías cubiertas por una marquesina con una capacidad para 500 personas.
En el otro extremo se encuentra el edificio de los hangares, que es una edificación simple, rectangular, de dos plantas, que contiene los hangares para guardar o alquilar los botes de remo, los kayaks o las canoas, los servicios médicos, un gimnasio y un bar.